# Église Saint-Martin de Nonant
L'église Saint-Martin de Nonant est une église catholique située à Nonant, en France.

## Localisation
L'église est située dans le département français du Calvados, sur la commune de Nonant et sur la rive gauche de la Seulles.

## Historique
La construction de l'édifice actuel s'étend du XIIe au XVe, et subit également des remaniements aux XVIIIe et XIXe siècle.
La nef est du XIIe. Le chœur est pour sa part daté du XIIIe. Les chapelles et la tour sont des XIVe-XVe. Les éléments sculptés du porche sont datés par Arcisse de Caumont de la fin du XIIe ou du début du XIIIe siècle. Des fenêtres à ogives de la face nord de la nef sont datées du XVIe.
L'évêque de Lisieux possédait le patronage.
Arcisse de Caumont évoque un projet de transformation du porche en chapelle et appelle de ses vœux un abandon du projet : « On ne saurait trop s'opposer à l'exécution [du] projet qui entrainerait évidemment la suppression des moulures les plus intéressantes du porche ». Il a été entendu.
L'église est inscrite au titre des monuments historiques le 13 février 1975.

## Description
La tour située à l'ouest comporte un toit en bâtière.
L'entrée de l'édifice, un porche, se situe au sud. L'église possède des représentations sculptées d'oiseaux sur le porche.

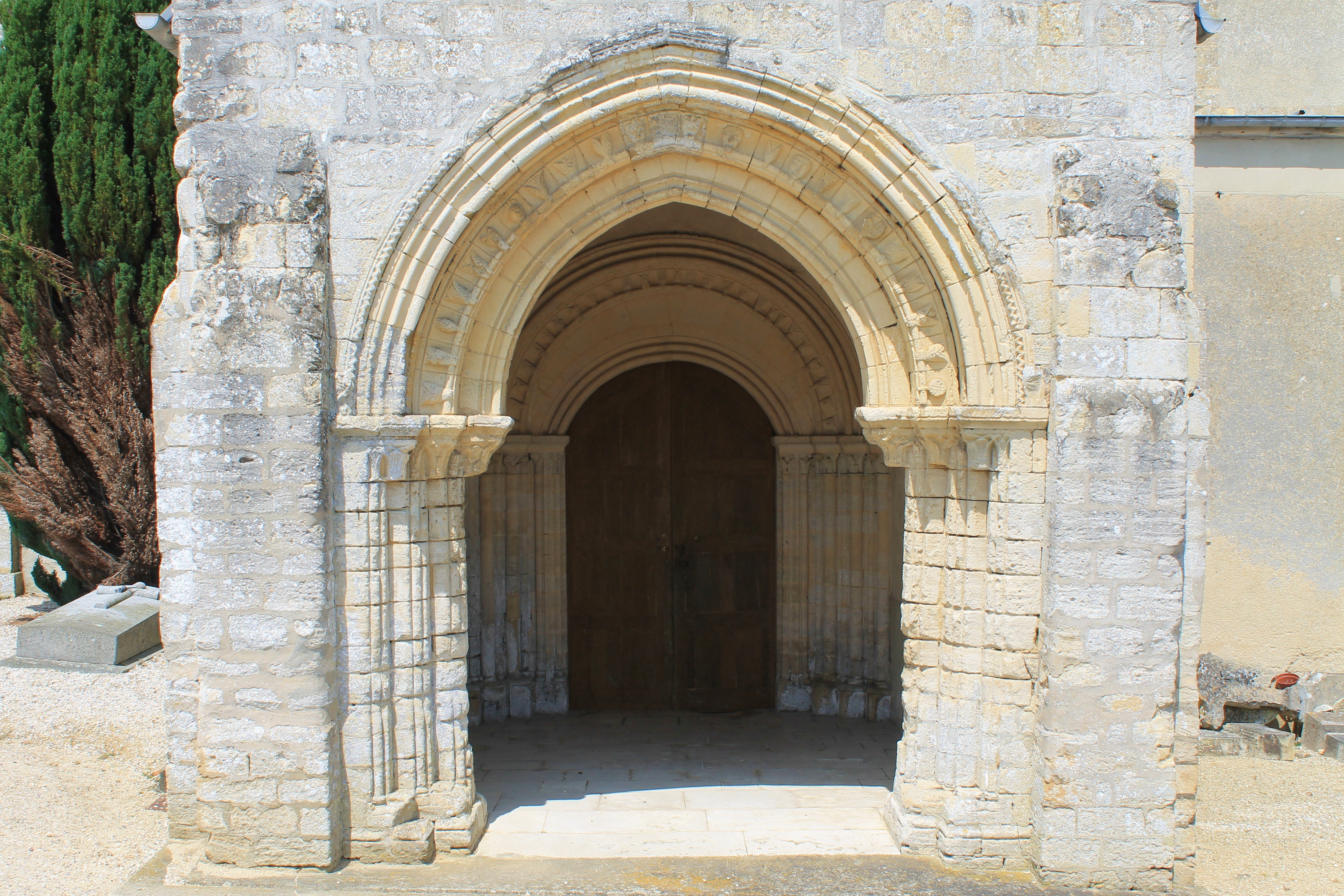
Porche et accès à l’église.
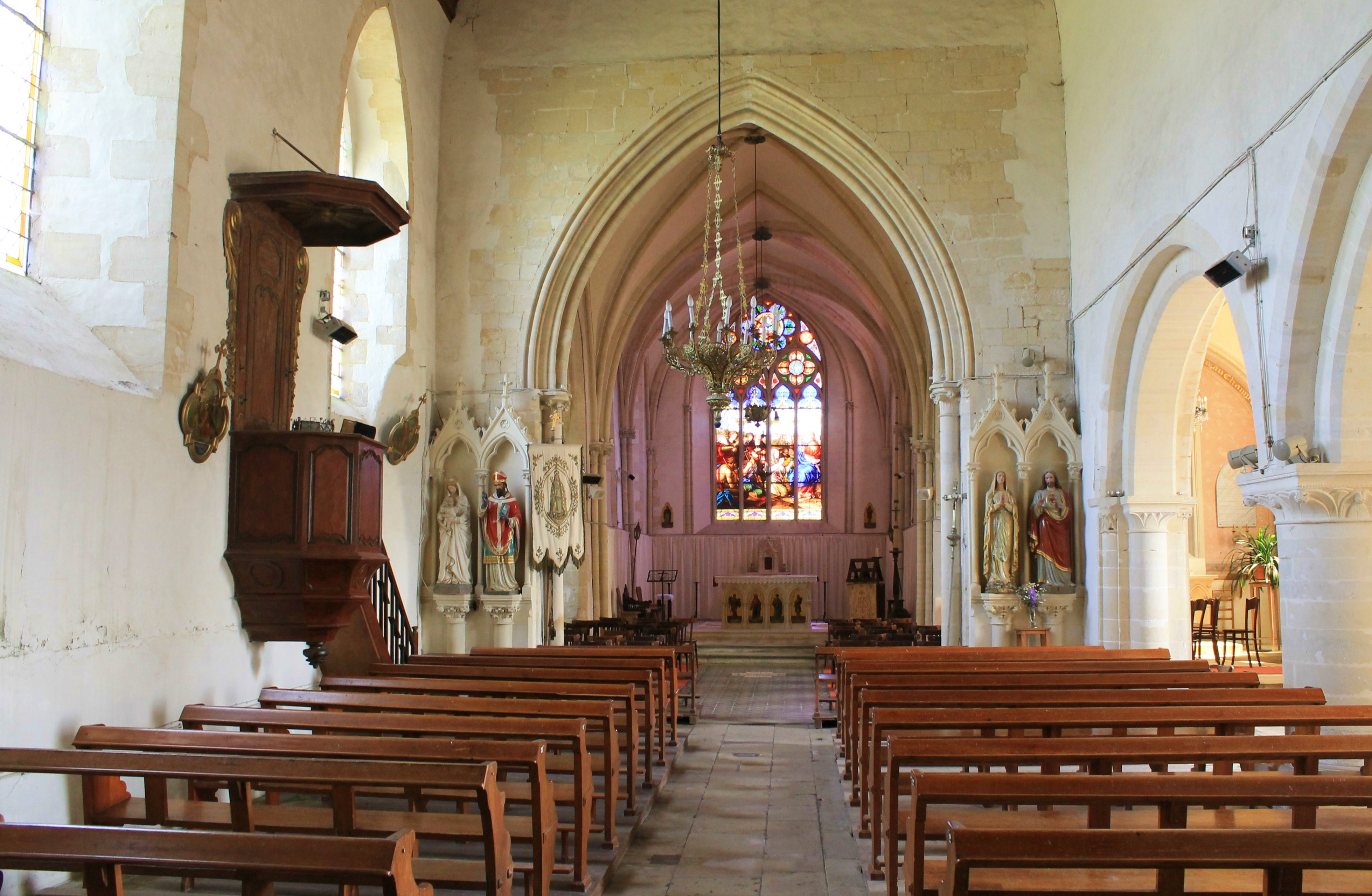
Vue générale de l’intérieur de la nef.
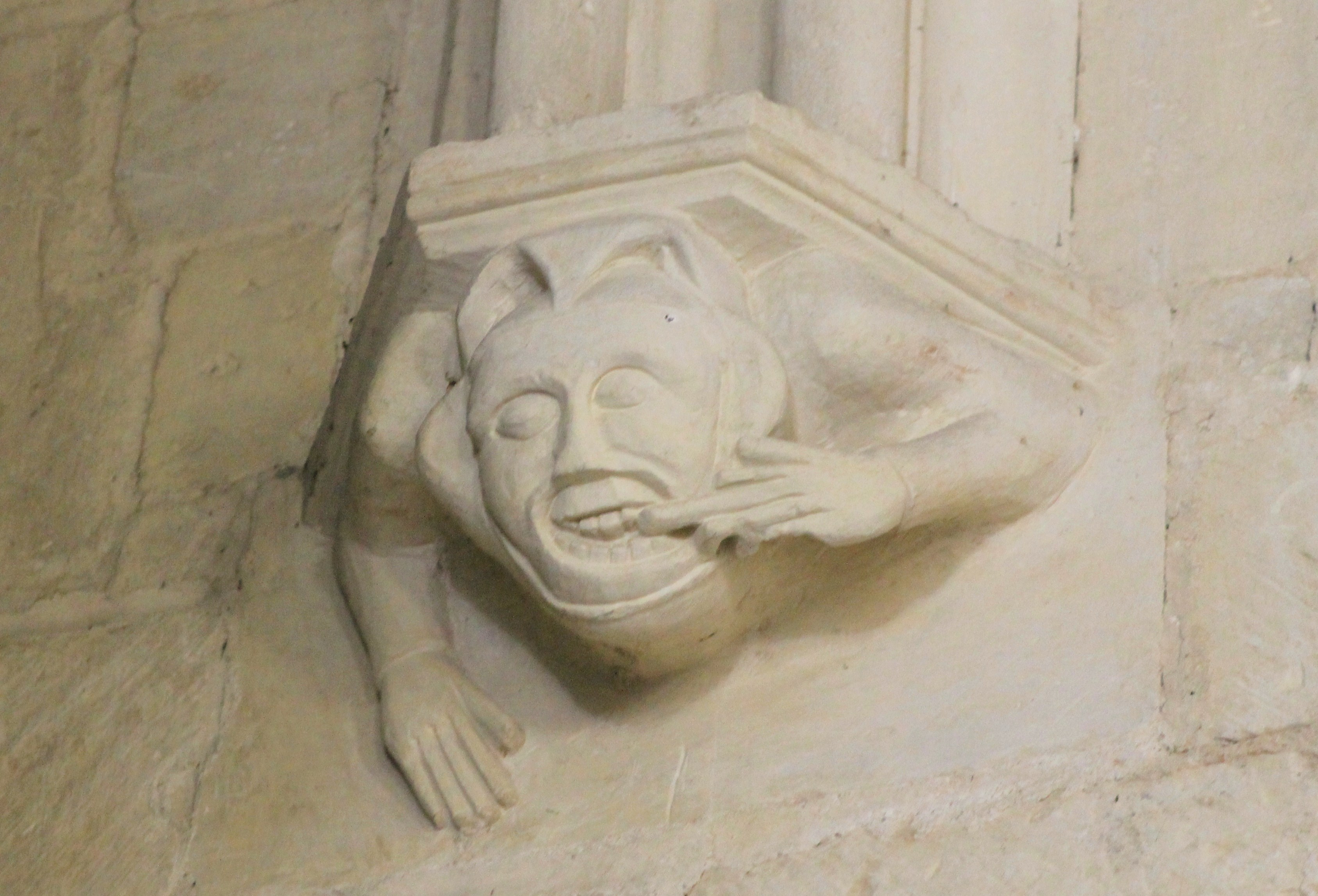
Console.
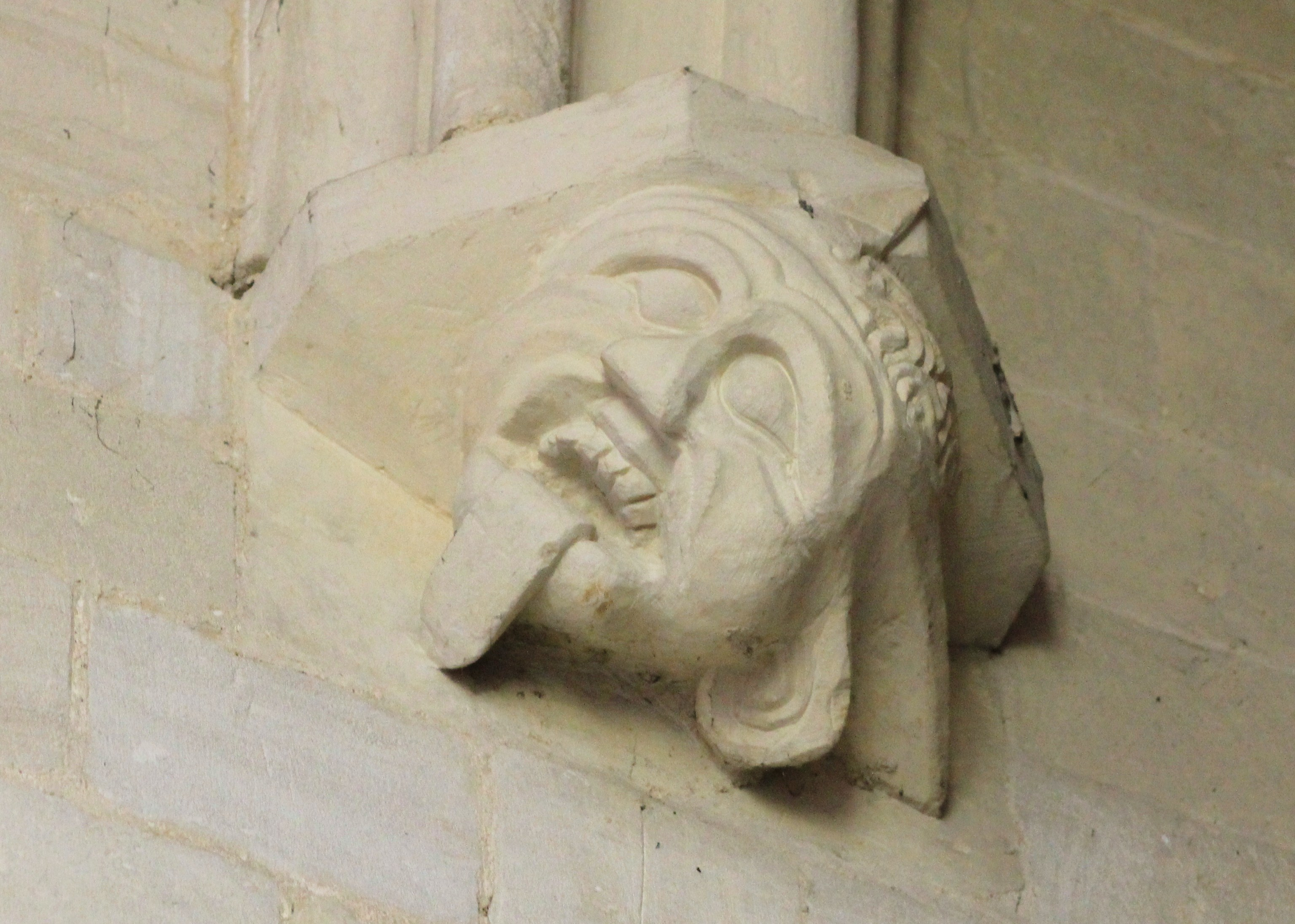
Console.
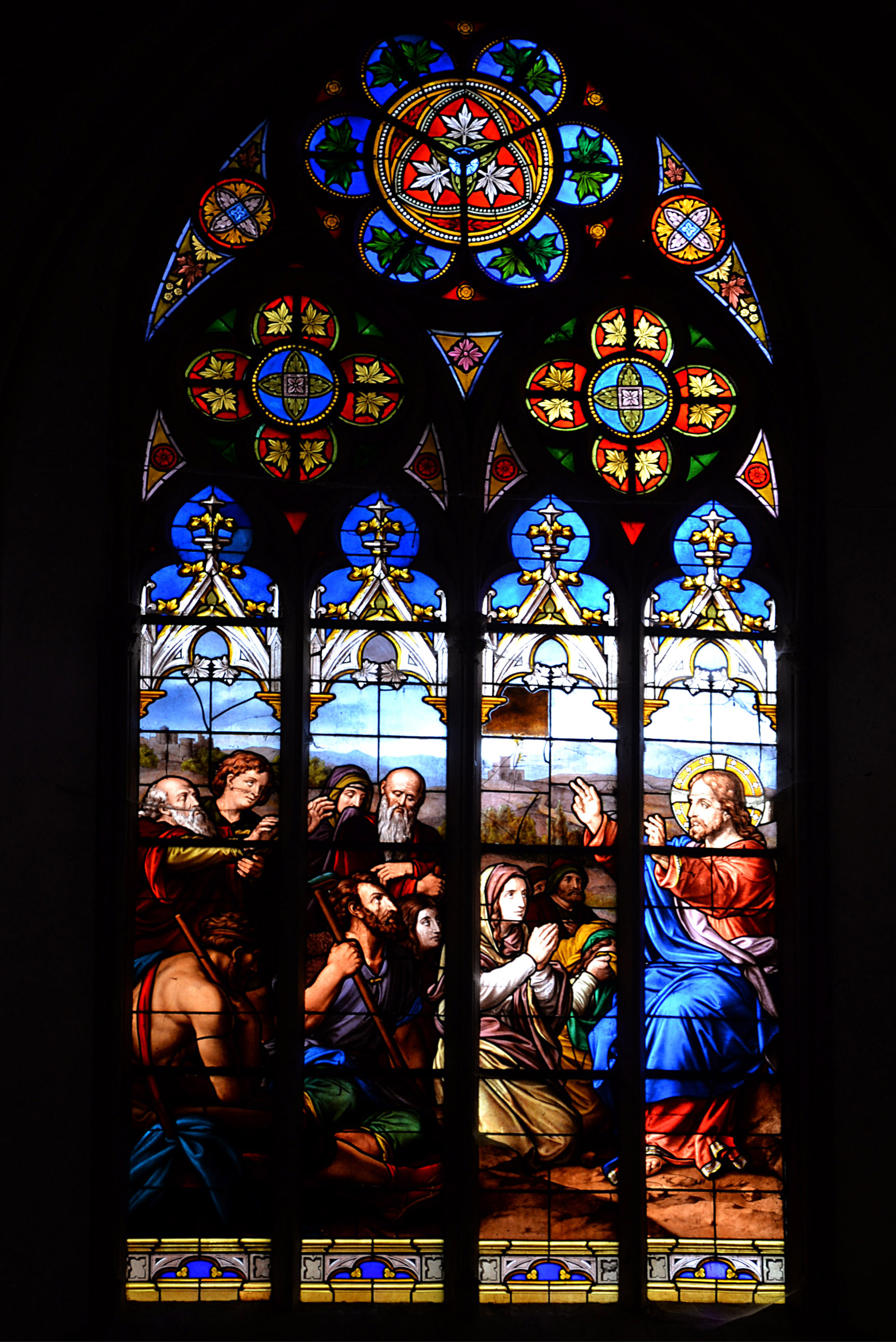
Vitrail du chœur à l’est.
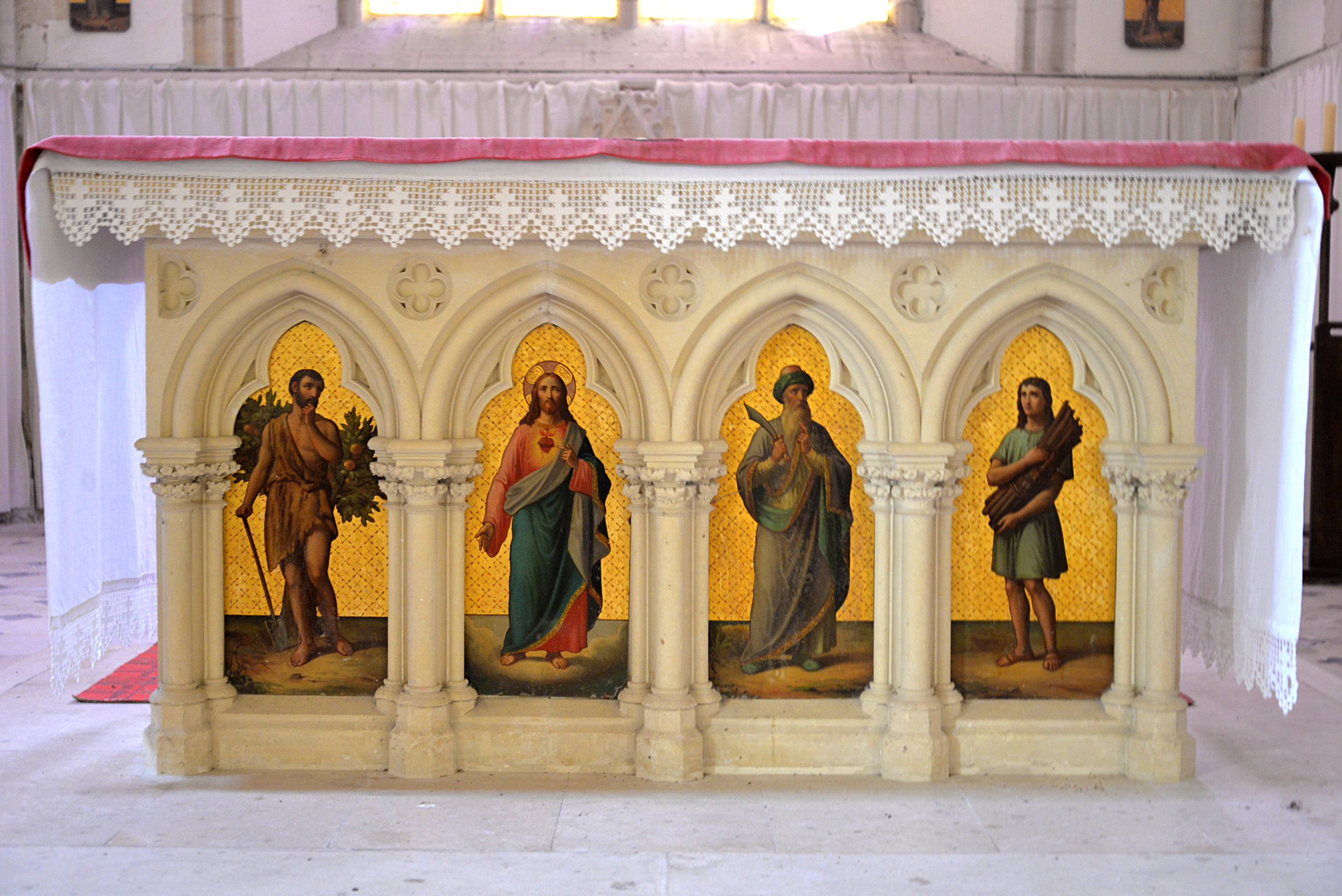
Antependium du maitre-autel.
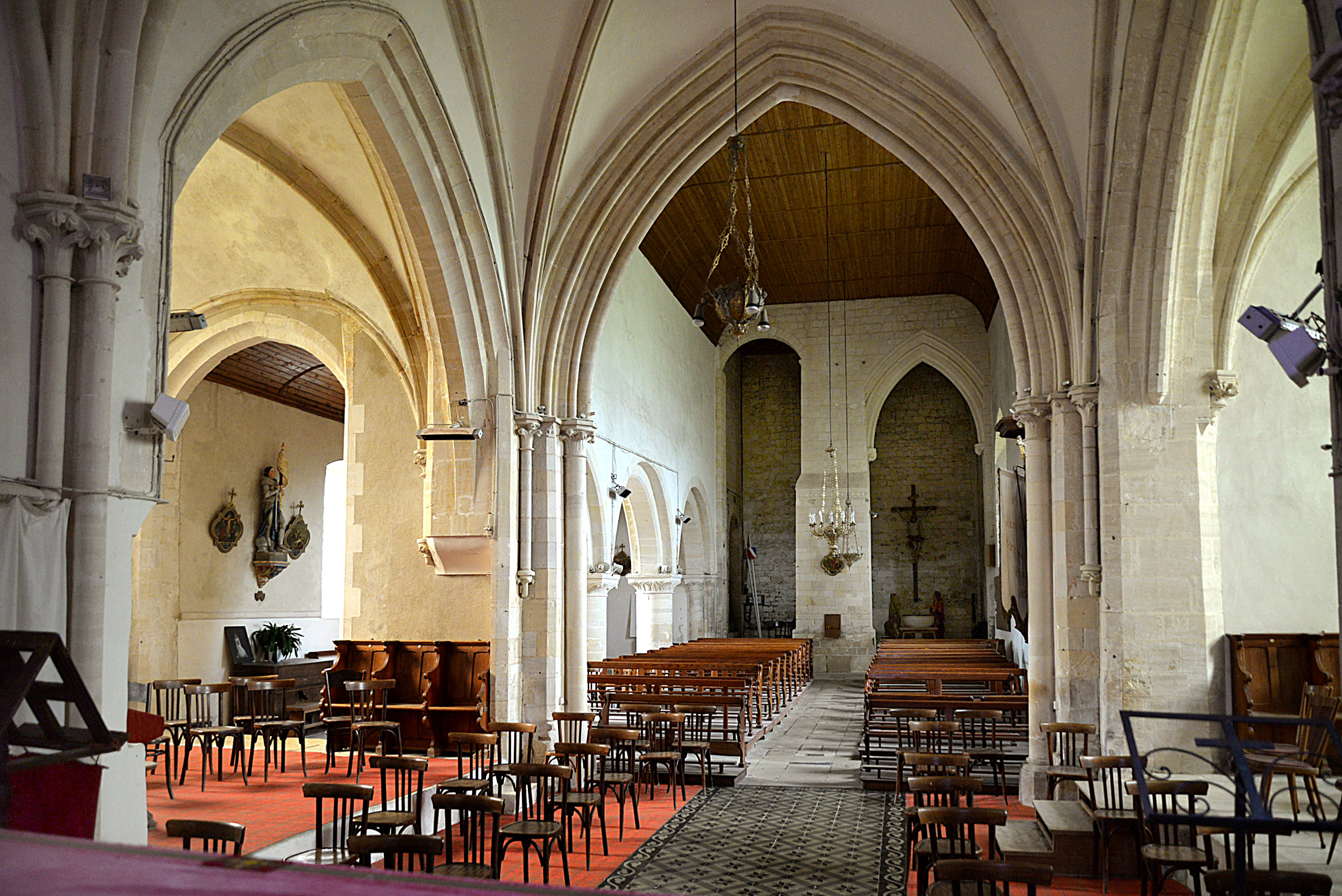
Nef depuis le chœur.